# Секретариат на ООН
Секретариатът на ООН е административен апарат на ООН.

## Членство
Дейностите на секретариата се изпълняват от 44 000 държавни служители от цял свят под ръководството на генерален секретар. Правото за постъпване на тази служба се основава на администриран от ООН изпит, който се държи в цял свят, както и на конкурентен процес на кандидатстване. Квалификациите за членство включват „най-високи стандарти за ефективност, компетентност и почтеност“, според Хартата на ООН. Служителите-членове се назначават лично от генералния секретар и са упълномощени членове на органите на Организацията на обединените нации. Членовете се назначават временно или постоянно по преценка на генералния секретар. По време на набиране на персонал, географско разнообразие е особено важен фактор за избора, за да отразяват точно обхвата на страните-членки представени в ООН.
Тъй като секретариата цели да представи членството в ООН като доста разнообразно географско представителство, членовете са преди всичко международни представители. Хартата постановява, че членовете са отговорни „само за организацията“ и им е забранена всяка дейност или влияние, което предполага принадлежност към дадено правителство или организация извън ООН.
С централа в Ню Йорк секретариатът функционира чрез местни служби в Адис Абеба, Банкок, Бейрут, Женева, Найроби, Сантяго де Чиле и Виена, както и офиси по целия свят.

## Задължения и отговорности
Въпреки двусмислеността в определението, ООН заявява, че нейните ежедневни дейности най-често са свързани със секретариата. Неговите функции са трудни за определяне. Хартата на ООН не е специфична за правомощията на Секретариата. Въпреки това е ясно, че секретариата, както и генералния секретар, са основни съставни части на ООН. Той е отговорен за уведомленията и подредбата на срещите на генералния секретар. Секретариатът също така отговаря за публикуването на всички договори и международни споразумения, които ООН прави. Ролята на Секретариата варира в зависимост от дневния ред на ООН. Понякога се налага да действа като посредник, а в други случаи той е настроен да управлява различни мироопазващи операции. Този орган също има важна роля във връзките на ООН с различни медии по света. Често това може да бъде направено чрез организациите на международни конференции. Друга забележителна работа на секретариата е неговото задължение за превод на речи и документи на официалните езици на ООН. Секретариатът е отговорен за одобряване на заплата и издръжката за сектора на услугите, както и предоставянето на съвети на различни агенции на ООН. Именно заради тези правомощия, всички членове на ООН се очаква да бъде безпристрастни. Според ООН, неговия секретариат „служи на другите главни органи на Организацията на обединените нации и администрира програмите и политиките, установени от тях“, и „Задълженията на Секретариата са толкова различни, колкото и проблемите, с които се занимава Организацията на обединените нации“.

## Ръководство, начело с генерален секретар
Задълженията на генералния секретар включват помощ за решаване на международни спорове, администриране на мироопазващи операции, организиране на международни конференции, събиране на информация за изпълнението на решенията на Съвета за сигурност, както и консултации с правителствата на страните членки по отношение на различните инициативи. Ключови офиси на Секретариата в тази област са Службата на координатора на хуманитарните въпроси и Департамента за мироопазващи операции. Генералният секретар може да представи на вниманието на Съвета за сигурност всеки въпрос, за който смята, че може да застраши международния мир и сигурност.

## Взаимодействие с други органи на ООН
„Сформиран от международен персонал, съставен от над 170 страни, Секретариатът представлява скелета на организацията, който позволява на цялата система да работи и подкрепя дейността на другите органи“.
От създаването си, Секретариатът е претърпял значителни промени. На 21 март 2005 г., генералният секретар Кофи Анан предложи няколко реформи. Той обяви намеренията си да назначи научен съветник, да създаде служба за подкрепа на изграждането на мира, да създаде механизъм за взимане на решения в кабинетен стил и да засили функцията на медиацията. Той също така поиска от Общото събрание да определи средства за еднократно набиране на персонал; да работи с него при преразглеждането на бюджетни превила и правила, касаещи човешките ресурси; да предоставя на генералния секретар повече гъвкавост; да укрепи Службата за вътрешен надзор; и „да направи преглед на всички мандати, по-стари от пет години, за да установи дали въпросните дейности са все още наистина необходими или дали ресурсите, които са им нужни може да бъдат преразпределени към новите възникващи предизвикателства“.

## Организация
Секретариатът е разделен на офиси и отдели. Йерархията в тях е както следва:
- Офис: минимум 20 професионалисти на високо ниво под надзора на член на D-2 (Главното подразделение), или в някои случаи на помощник-генералния секретар или заместник-генералният секретар;
- Подразделение: минимум 15 професионалисти на високо ниво под надзора на член на член на D-2 (Главното подразделение);
- Служби: най-малко осем професионалисти на високо ниво под надзора на член на D-1 (Обща администрация)
- Секция: минимум 4 професионалисти при надзор от страна на член на P-4 (8 – 12 години опит) или P-5 (13 – 17 години опит).
- Звено: минимум 4 работни позиции под ръководството на главен надзорник.

## Офиси
- Изпълнително бюро на генералния секретар
- Служба на ООН за вътрешен надзор (OIOS)
- Служба на ООН по правните въпроси (OLA)
- Служба на ООН по въпросите на разоръжаването (ОПР)
- Служба на ООН за координация на хуманитарните въпроси (OCHA)
- Служба на ООН на Комисаря на Организацията на обединените нации за правата на човека (OHCHR)
- Върховен комисар на ООН за бежанците (ВКБООН)
- Служба на ООН по наркотиците и престъпността (ODC)
- Организация на обединените нации – Службата на върховния представител за най-слабо развитите страни, развиващите се страни без излаз на море и малките островни развиващи се страни (OHRLLS)

## Департаменти
- Департамент на ООН по политическите въпроси (DPA)
- Департамент на ООН за управление (DM)
- Департамент на ООН по мироопазващи операции (DPKO)
- Департамент на ООН за областна подкрепа (DFS)
- Департамент на ООН по икономически и социални въпроси (DESA)
- Департамент на ООН за Общото събрание и управлението (DGACM)[8]
- Департамент на ООН за обществена информация (DPI)
- Департамент на ООН по безопасност и охрана (DSS)

## Офиси извън седалището
- Служба на ООН в Женева (UNOG)
- Служба на ООН във Виена (UNOV)
- Служба на ООН в Найроби (UNON)

## Генералните секретари
Основна статия: Генералният секретар на Организацията на обединените нации